# Digna Baltens
Dingenum of Dignum Balthazars, beter bekend als Digna Baltens (Antwerpen, circa 1595 – Delft, 1670), was waardin van Mechelen, een voormalig herberg in Delft. Ze was de moeder van kunstschilder Johannes Vermeer.

## Levensloop

### Afkomst en huwelijk
Baltens was een nakomeling van een ambachtelijke familie in de noordelijke Nederlanden. Haar ouders waren Beatrix van Buy en Balthasar Gerrits (ca.1573–ca.1630), een metaalbewerker en muntslager. Digna werd omstreeks 1595 geboren in Antwerpen maar het gezin zou niet veel later verhuizen naar Amsterdam. Daar werd haar broer Reynier Balthens (ca. 1600–1653) geboren.
Baltens was ongeletterd en in 1615 trouwde ze in Amsterdam met de eveneens ongeletterde Reynier Jansz Vos, een zijdewever en later herbergier en kunsthandelaar. Het echtpaar vestigde zich in Delft en ontwikkelde zich tot een oranjegezind, gereformeerd protestants gezin in de lagere middenklasse.

### De Drie Hamers
Baltens woonde bij de ouders van haar echtgenoot in herberg De Drie Hamers aan de Beestenmarkt toen in 1620 dochter Gertruide geboren werd. In 1625 raakte haar echtgenoot betrokken in een vechtpartij waarbij hij medeverantwoordelijk was voor de verwondingen van een soldaat die in Delft zijn kwartier had. Omdat haar man op de vlucht was heeft Baltens ten overstaan van een notaris met het slachtoffer geschikt door het betalen van bloedgeld.

### De Vliegende Vos
In 1629 verhuisde het gezin naar een herberg aan de Voldersgracht, door haar man De Vliegende Vos genoemd. Hier werd een zoon geboren, Joannis (gedoopt op 31 oktober 1632 in de Nieuwe Kerk), de latere Johannes Vermeer. Blijkens een inventarisatie in 1623 bezat het gezin een kleine collectie schilderijen, inclusief stillevens, historische schilderijen, portretten en genrestukken. Een deel van deze collectie was een erfenis die Baltens van haar vader had overgenomen. Het was mogelijk een aanleiding voor haar echtgenoot zich in de kunsthandel te verdiepen en voor Joannis om zijn talent in de schilderkunst te ontwikkelen.

### Mechelen
In 1641 verhuisde het gezin naar Mechelen, een veel grotere herberg op de Delftse Markt. Na de dood van haar echtgenoot in 1652 zette Baltens de herberg alleen voort. Haar dochter Gertruide hielp haar ongetwijfeld in de bedrijfsvoering. Haar zoon heeft vermoedelijk maar weinig geholpen: hij was toen al druk met schilderen en hij trouwde in 1653.
De herberg was kennelijk geen goudmijn, want Baltens had nog steeds lopende hypotheken die ze moest afbetalen. Bovendien moest ze zich in allerlei bochten wringen om haar verscheidene malen met justitie in aanraking gekomen broer Reynier uit de brand te helpen. Dit heeft mogelijk in deze periode een flinke impact gehad op het financiële huishouden van Baltens en de herberg. In 1654 leed de herberg schade door de explosie van het kruitmagazijn in Delft, ook wel bekend als de Delftse donderslag. Baltens ontving hiervoor compensatie van het stadsbestuur.

### Pensioen en dood
Op 74-jarige leeftijd besloot Baltens met pensioen te gaan. Ze probeerde de herberg door veiling te verkopen, maar toen bleek dat ze niet het bedrag zou krijgen waar ze op gehoopt had, staakte ze de verkoop en verpachtte ze het pand.
Ze trok bij haar kinderloos gebleven dochter Gertruide in, die met haar echtgenoot in de Vlamingstraat woonde. Lang heeft Baltens niet van haar pensioen kunnen genieten: ze overleed in 1670 en werd dat jaar op 13 februari begraven in de Nieuwe Kerk te Delft. Johannes Vermeer erfde herberg Mechelen van zijn moeder en zette de pacht ervan voort.